# Automotive Standards

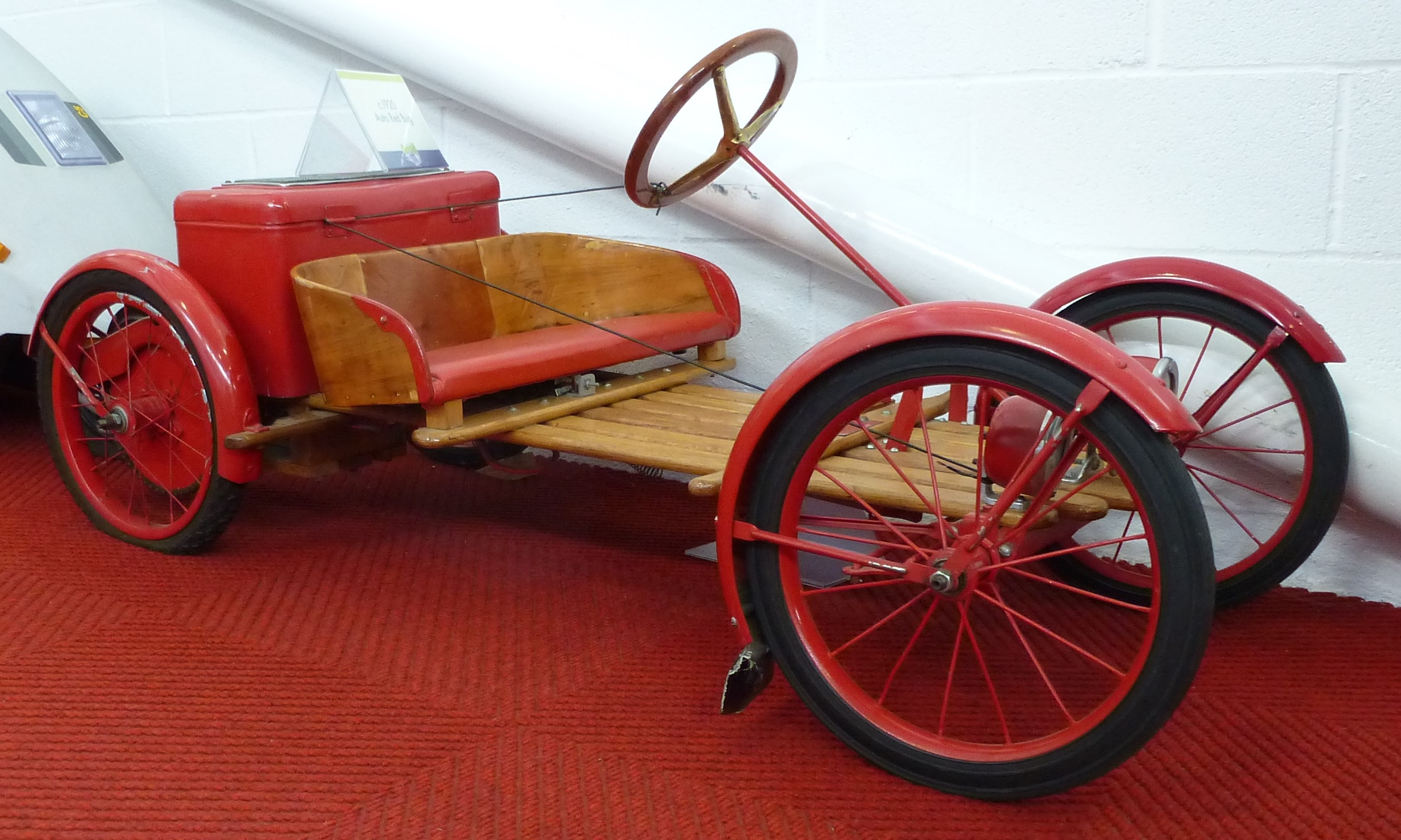
Red Bug

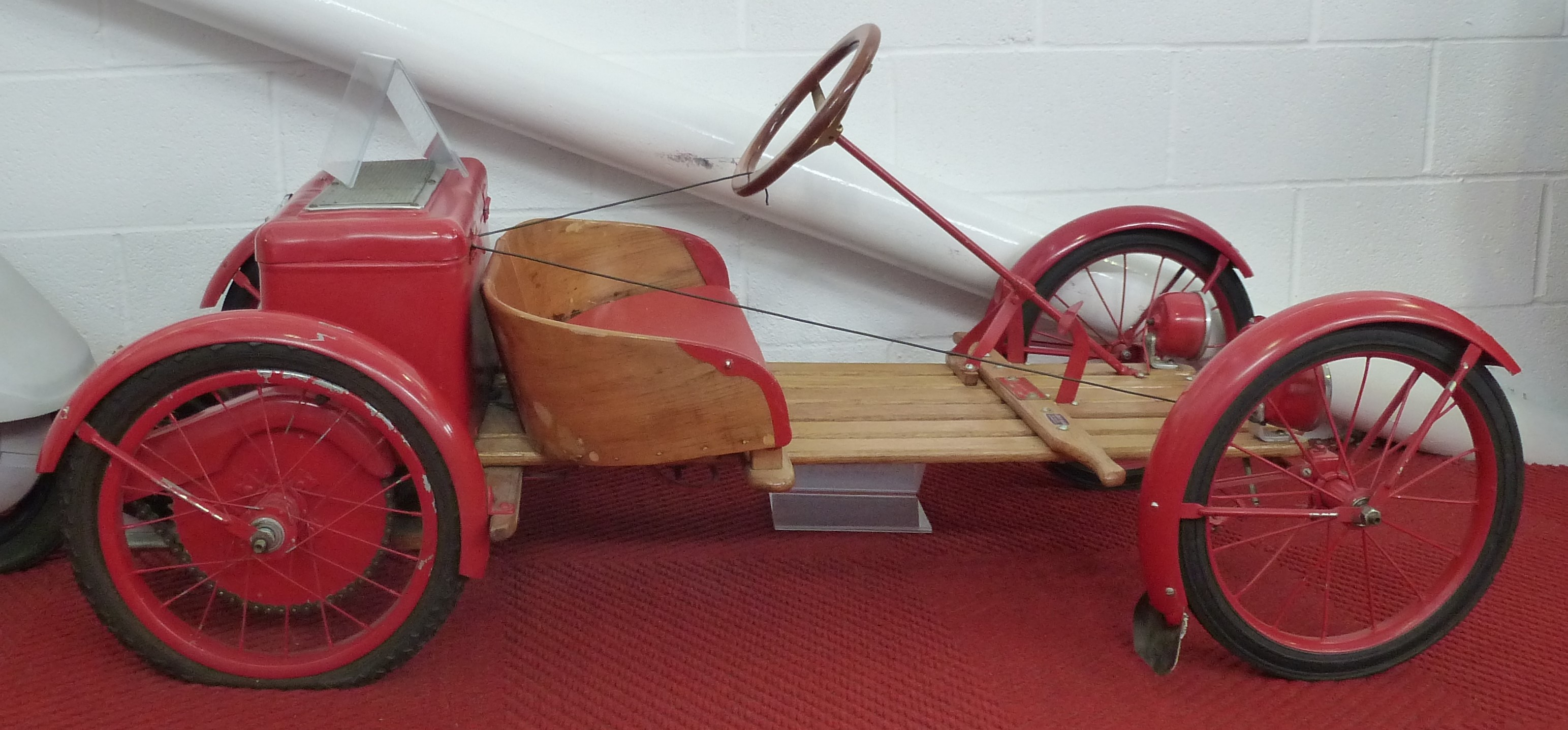
Seitenansicht

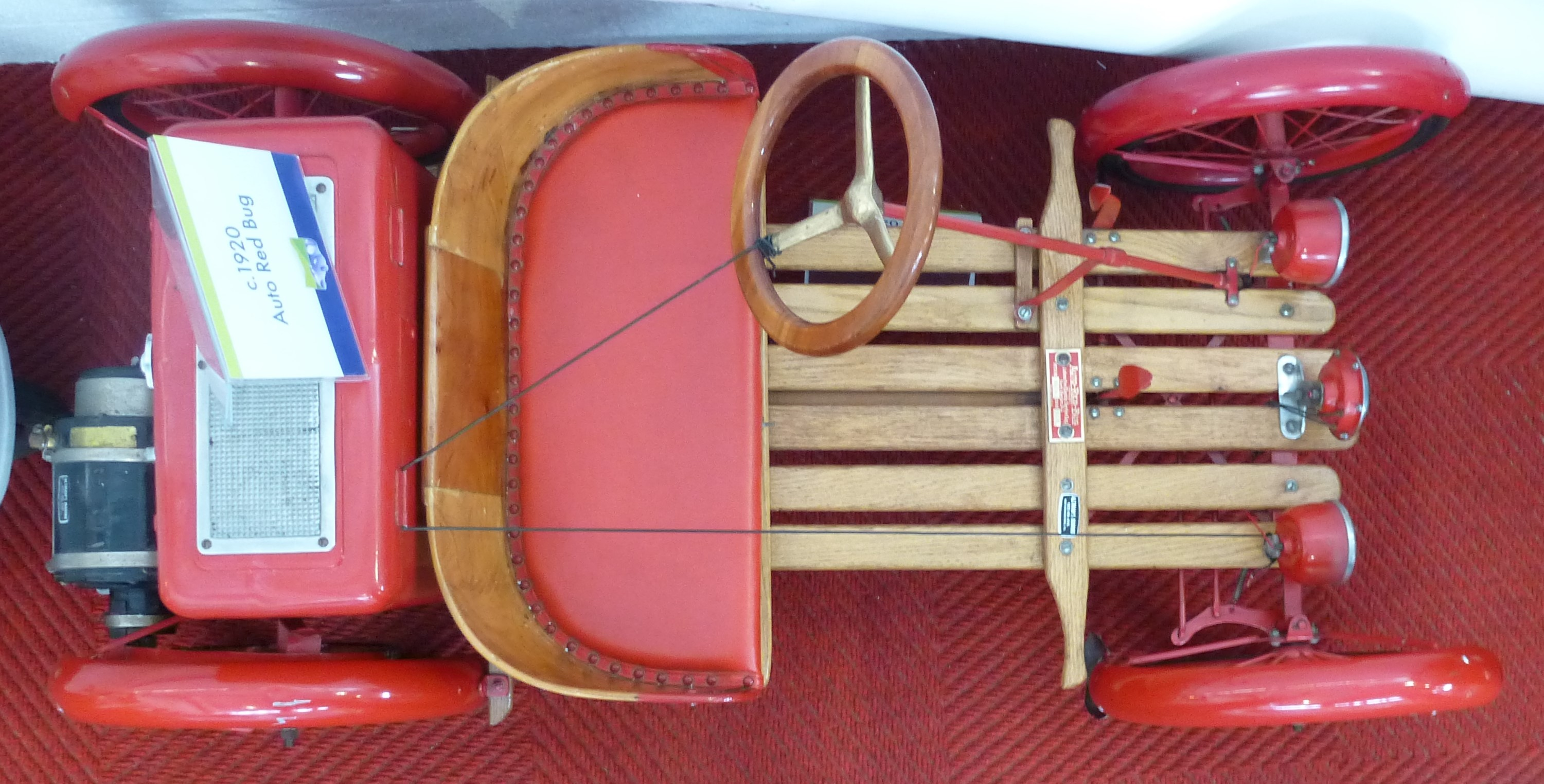
Ansicht von oben

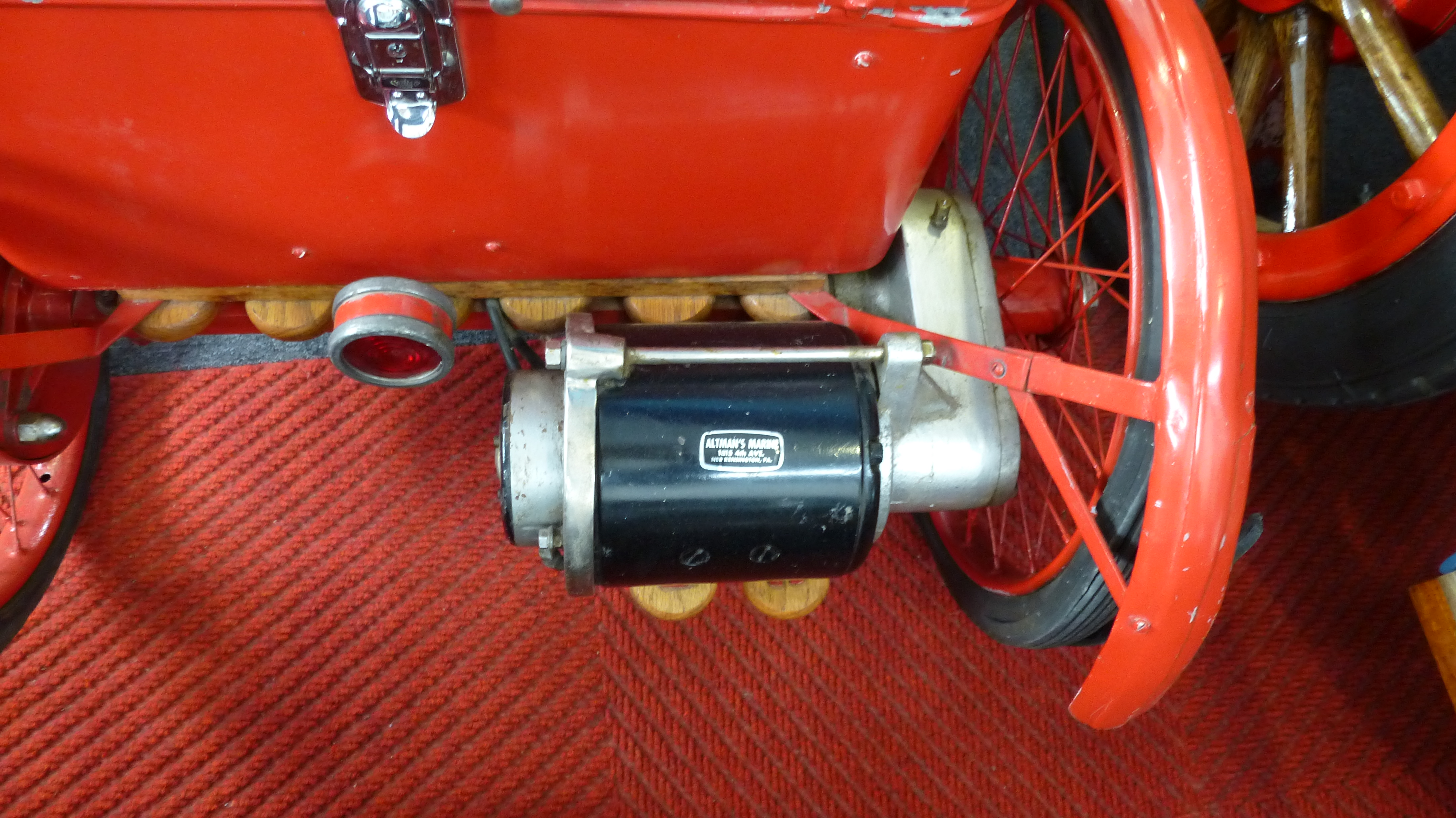
Elektromotor

Automotive Standards, vorher Automotive Electric Service Corporation, war ein US-amerikanischer Hersteller von Automobilen.

## Unternehmensgeschichte
Automotive Electric Service Corporation hatte den Sitz in North Bergen in New Jersey. 1924 begann die Produktion von Automobilen. Der Markenname lautete Red Bug, inoffiziell auch Auto Red Bug. Einige Fahrzeuge wurden nach Europa exportiert. 1928 erfolgte die Umfirmierung in Automotive Standards. 1930 endete die Produktion.
Im März 1930 wurden Pläne bekannt, dass Indian die Produktion fortsetzen wollte, die jedoch nicht umgesetzt wurden.

## Fahrzeuge
Im Angebot stand ein äußerst einfaches Modell. Es basierte auf dem Smith Flyer. Auf einen Rahmen mit 157 cm Radstand  wurden zwei Schalensitze montiert. Auf Karosserie und Federung wurde verzichtet. Immerhin wurden die vier Räder durch Kotflügel abgedeckt.
Die Ausführung Flyer hatte als Antrieb einen Einzylindermotor von Briggs & Stratton mit 5 PS Leistung, der ein fünftes Rad am Heck antrieb.
Daneben gab es den Electric als Elektroauto. Ein Elektromotor von Northeast mit 12 Volt trieb eines der Hinterräder an. Diese Art Motoren verwendete Dodge als Antrieb für den Anlasser. Beide Versionen kosteten 150 US-Dollar.
Zwei erhalten gebliebene Elektroautos sind im Lakeland Motor Museum im Lake District in England ausgestellt.